# STIA (自動車メーカー)

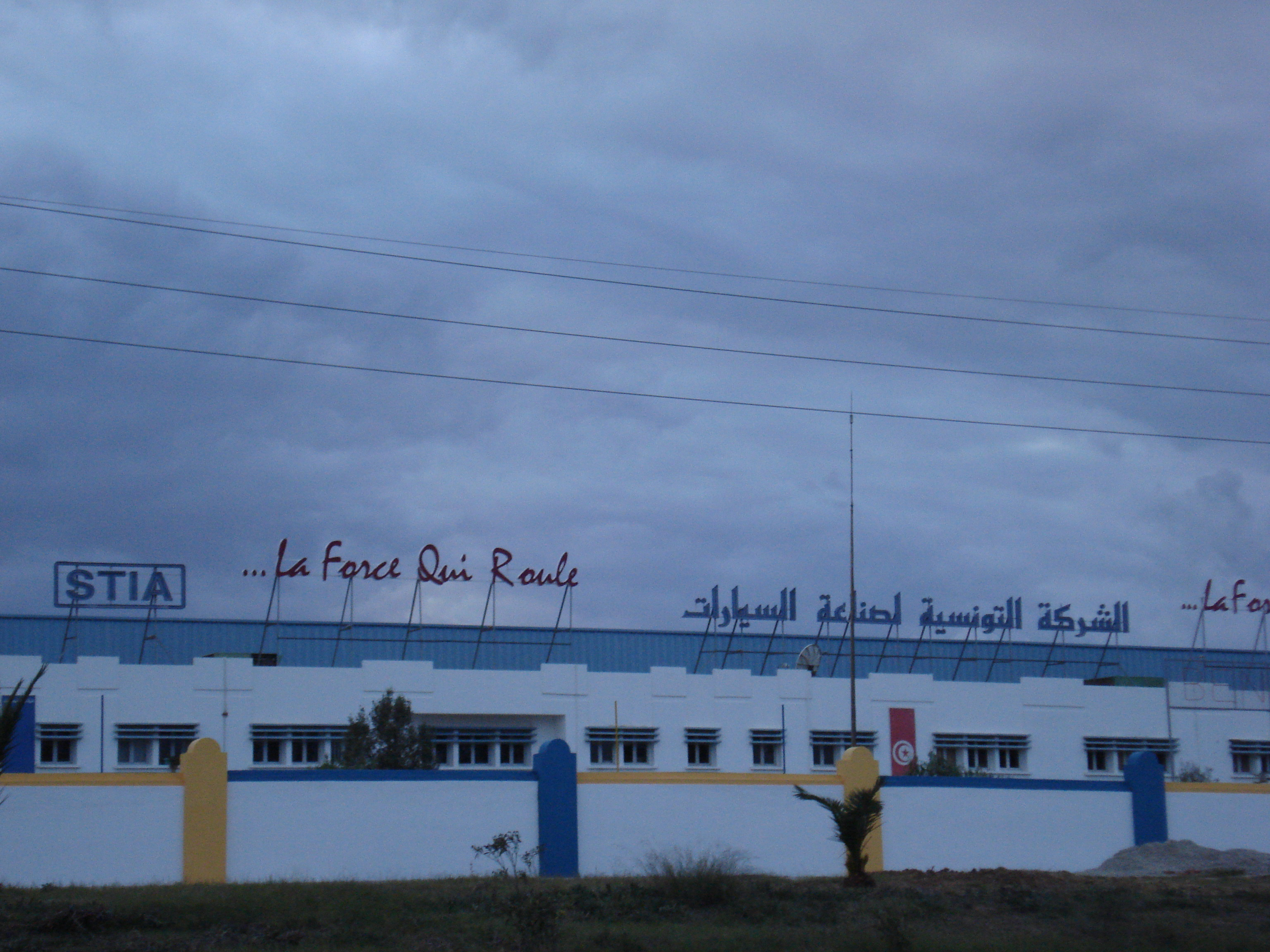
STIAの工場

STIA（フランス語: Société Tunisienne d’Industrie Automobile、チュニジア自動車産業）は、チュニジア、スース県の首都スースに本社を構える自動車メーカー。乗用車、商用車の分野で各種ブランドのライセンス生産を行う。
STIAは1961年3月30日に設立され、1964年1月にルノー・4の組み立てが開始される。またその3年後に商用車やバスの製造が始まっている。1972年にシトロエンとの間にシトロエン・2CVおよびシトロエン・3CVの組み立てに関する合意を締結。プジョー車の組み立ても行われ、プジョー・204やプジョー・304などの製造も行っており、これにはディーゼルエンジン搭載モデルも含まれている。1980年代初頭、ルノー・5はSTIAでの組み立てが行われている。
1987年に方針の転換が行われ、チュニジア投資法の改正により、乗用車と商用バンの製造が中止されている。
同社は、ケルアンの自動車メーカー「IMM」と「SETCAR」社共同による製造事業を開始。この事業はバス、トラック、農業用トラクターの製造に限定されており、年間の総生産台数は1,500台となっている。ゼネラルモーターズ、イヴェコ、イカルス・バス、ルノートラックス、スカニアとの協力関係にある。2002年にはダイムラーと合意している。
同社は750名の従業員を抱える。